# Operação Inverno Quente
A Operação Inverno Quente (em hebraico:  מבצע חורף חם) foi uma campanha militar na Faixa de Gaza pelas Forças de Defesa de Israel, lançada em 29 de fevereiro de 2008 em resposta aos foguetes Qassam disparados pelo Hamas contra civis israelenses. Pelo menos 112 palestinos, junto com três israelenses, foram mortos, e mais de 150 palestinos e sete israelenses ficaram feridos.
Houve alguma preocupação internacional sobre a escala da operação, com o Departamento de Estado dos Estados Unidos encorajando Israel a ter cautela para evitar a perda de vidas inocentes, e as Nações Unidas criticando o "uso desproporcional da força" de Israel. A União Europeia exigiu o fim imediato dos ataques de foguetes palestinos contra Israel e também o "uso desproporcional da força" de Israel.